# Ragnar Jónasson
Ragnar Jónasson (Reiquiavique, 1976) é um professor e escritor islandês de romances policiais. Ele é o autor da série de livros best-seller Dark Iceland, que se passa em Siglufjörður, e apresenta o personagem do detetive Ari Thor. Foi traduzido em 21 línguas espalhadas por 30 países.

## Biografia
Eele trabalhou em televisão e em rádio, inclusive como jornalista da RÚV (Radiotelevisão Nacional da Islândia). Atualmente trabalha em um banco de investimento e é professor na Faculdade de Direito da Universidade de Reiquiavique. Autor em ascensão na literatura policial internacional, Jónasson traduziu 14 livros de Agatha Christie para islandês e teve vários dos seus contos publicados em revistas literárias alemãs, inglesas e islandesas.
Ele é cofundador do festival internacional de redação de crimes Iceland Noir. Ele mora em Reiquiavique com sua esposa e duas filhas.

## Obras

### SérieDark Iceland(Ari Thor)
- Snjóblinda (2010) em Portugal: Neve Cega (TopSeller, 2017)
- Myrknætti (2011) em Portugal: Noite Cega (TopSeller, 2017)
- Rof (2012) em Portugal: Nuvem de Cinzas (TopSeller, 2018)
- Andköf (2013) em Portugal: Silêncio de Gelo (TopSeller, 2018)
- Náttblinda (2014) em Portugal: Branco Puro (TopSeller, 2019)
- Vetrarmein (2020)

### SérieHidden Iceland
- Dimma (2015) em Portugal: A Escuridão (TopSeller, 2019)
- Drungi (2016) em Portugal: A Ilha (TopSeller, 2020)
- Mistur (2017) em Portugal: A Névoa (TopSeller, 2021)

### Livros isolados
- Þorpið (2018)
- Hvítidauði (2019)
- Úti (2021)